# Juan Benito Blanco
Juan Benito Blanco Farías (Montevideo, 30 d'abril de 1789 - ibídem, 10 de maig de 1843) fou un polític uruguaià de l'època de les lluites per la independència.

## Biografia
Participà com a soldat durant la reconquesta de Buenos Aires (1806) i en la defensa de Montevideo contra els anglesos (febrer de 1807), on va ser ferit. Es va unir posteriorment al moviment autonomista de 1811 i va participar en la batalla del Cerrito el 1812.
Entre 1814 i 1820 va integrar el Cabildo de Montevideo com a regidor, primer al servei de les Províncies Unides del Riu de la Plata, després del govern de José Gervasio Artigas i, més endavant, durant l'ocupació portuguesa de la Província Oriental. Va integrar després el grup dels Cavallers Orientals que va treballar contra la dominació portuguesa i a favor de la incorporació a l'Argentina el 1822 i 1823. A l'inici de la Croada Llibertadora de 1825 va ser empresonat per després ser expatriat a Buenos Aires.
Integrant de la Sala de Representants, primer parlament que va tenir l'Uruguai, entre 1826 i 1827, va formar part el 1828 de l'Assemblea General Constituent i Legislativa de l'Estat que elaboraria la primera Constitució del llavors Estat Oriental de l'Uruguai, jurada el juliol de 1830.
Diputat pel departament de Montevideo entre 1830 i 1833, va ser Cap polític i de Policia de Montevideo entre 1835 i 1837. Alhora, el 1836, el president Manuel Oribe, de qui era partidari, ho va nomenar ministre del Govern. Quan Oribe va ser expulsat del poder per un aixecament dirigit per Fructuoso Rivera, amb el suport de la flota francesa de l'almirall Leblanc, Juan Benito Blanco va acompanyar al president deposat al seu exili a Buenos Aires.
Tornà a Montevideo i morí el 1843, ja començada la Guerra Gran.